# Паленсия

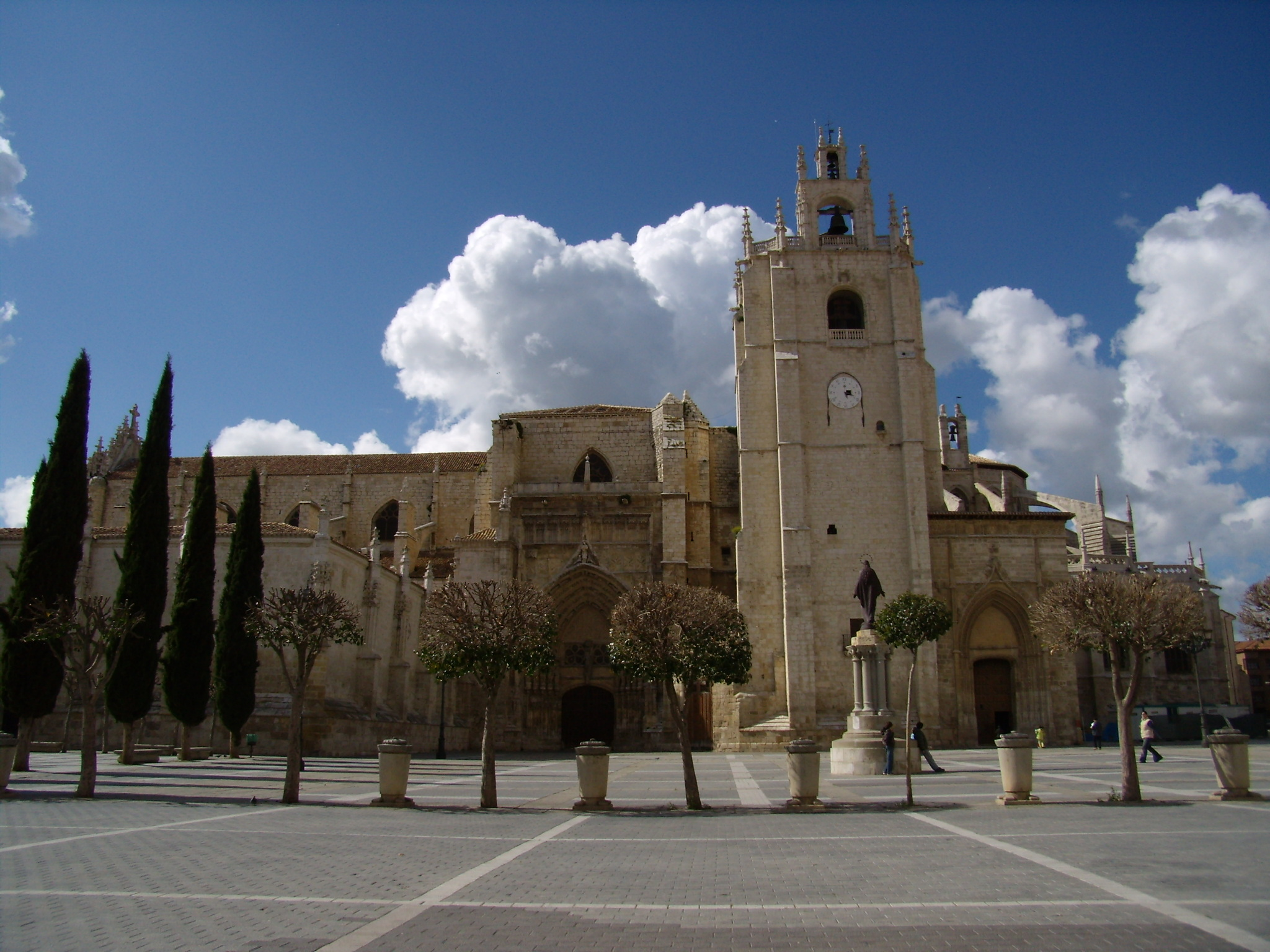
Паленсийский собор

Пале́нсия (исп. Palencia) — город в Испании, административный центр одноимённой провинции.

## История
Паленсия была основана как Паллантия на берегу реки Каррион (исп.) в I веке до н. э., затем завоёвана вестготами, от которых сохранилось здание древнейшей в Испании христианской церкви — базилика Сан-Хуан-Баутиста (в 12 км от города у деревни Вента-де-Баньос). В средние века Паленсия была королевской резиденцией. В 1212 году Альфонсо VIII Кастильский основал в городе первый в Испании университет, который позднее был переведён в Саламанку.

## Достопримечательности
Главное сооружение города — собор Сан-Антолин (исп., 1321—1516), также известный под «псевдонимом»: Ла-Белья-Десконосида (вольный перевод: «неизвестная краса/великолепие») один из самых протяжённых в Испании (длина 130 метров, по этому критерию сравним с кафедральным Сарагосы), а по площади фундамента занимает 2-е место в Испании. Хотя точные биографические данные автора(ов) проекта не сохранились, считается, что он(и) вдохновлялся примерами соборов в Бургосе и Леоне, поэтому имеет общие черты с другими кафедральным соборами этой части Испании (страничка Бургосского собора).
Согласно переписи населения на 2023 год в Паленсии проживают 76 331 человек.

## Известные уроженцы и жители
- Викторио Мачо – скульптор.
- Диего Фернандес де Паленсия — испанский и перуанский историк XVI века.
- Пабло Касадо — испанский адвокат и политик, член Народной партии.

## Города-побратимы
- Бурж, Франция
- Токио, Япония

## Население
| Год  | Численность | Численность   |
| ---- | ----------- | ------------- |
| 2001 | 80 836      | [ 4 ]         |
| 2002 | 80 801      | [ 5 ]         |
| 2004 | 81 207      | [ 6 ]         |
| 2005 | 81 439      | [ 7 ]         |
| 2006 | 82 263      | [ 8 ]         |
| 2007 | 82 286      | [ 9 ]         |
| 2008 | 82 626      | [ 10 ]        |
| 2009 | 82 651      | [ 11 ]        |
| 2010 | 82 169      | [ 12 ]        |
| 2011 | 81 552      | [ 13 ]        |
| 2012 | 81 198      | [ 14 ]        |
| 2013 | 80 649      | [ 15 ]        |
| 2014 | 80 178      | [ 16 ]        |
| 2015 | 79 595      | [ 17 ]        |
| 2016 | 79 137      | [ 18 ]        |
| 2017 | 78 892      | [ 19 ]        |
| 2018 | 78 629      | [ 20 ] [ 21 ] |
| 2019 | 78 412      | [ 22 ]        |
| 2020 | 78 144      | [ 23 ]        |
| 2021 | 77 090      | [ 24 ]        |
| 2022 | 76 302      | [ 25 ]        |
| 2023 | 76 331      | [ 26 ]        |
| 2024 | 76 738      | [ 1 ]         |